# NVIDIA ION
ION是NVIDIA公司于2008年12月發佈的行動平台，官方中文名稱“翼揚”。因“ion”在英文中是“離子”的意思，所以也被俗稱“離子平台”。

## 產品介紹

### 第一代ION平台

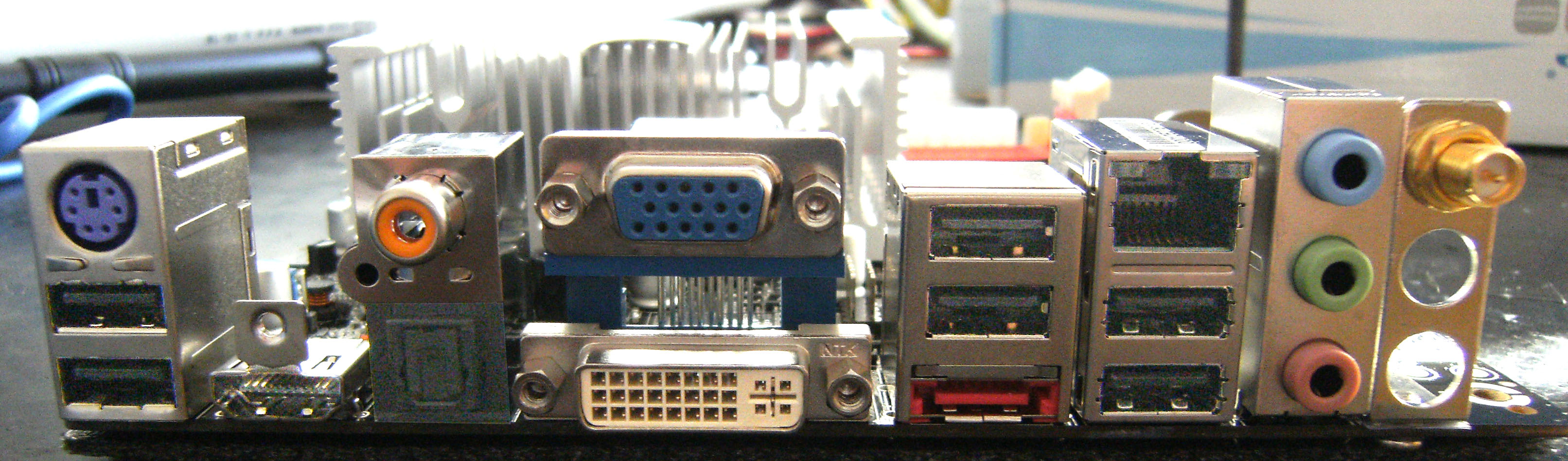
Zotac ION主機板的背板

ION平台主要由NVIDIA MCP79晶片組和Intel Atom處理器組成，主機板最小時可以用上Pico ITX設計。單晶片南北橋整合設計的MCP79，實體晶片面積比南北橋分開的945GSE小40%。
MCP79晶片組記憶體方面支持DDR3 1333及DDR2 800，集成千兆網絡卡以及支援DirectX 10的整合图形核心GeForce 9400M，可以配備HDMI、DisplayPort、DVI、D-Sub接口。
與Intel Atom搭配的945GSE晶片組相比，整合图形核心支援DirectX 10、PureVideo HD硬體解碼、CUDA軟體對應、Hybrid SLI等。3D繪圖效能是GMA950的4到5倍，GMA950僅支援DirectX 9且未獲得Windows Vista Premium認證，而MCP79則已通過了Windows Vista以及Windows 7認證。
據NVIDIA官方表示，它解決了Atom沒有GPU、無法支援高清、無法支持數位顯示、屏幕需小于10英寸、不能支援更高版本的Windows Vista的問題。

### 第二代ION平台
第一代的ION平台是晶片組產品，而第二代的則是獨立的顯示核心產品。這是由於新的Intel Atom已經集成了顯示核心和系統記憶體控制器，而配合的晶片組再不是南北橋設計，而是單晶片設計。加上與Intel之間的授權糾紛，NVIDIA不能夠再為Intel的處理器推出晶片組。該顯示核心可以看作為GeForce G 210M，8/16個流处理器。立體和高清影片播放性能都比Intel的好。另外支援NVIDIA Optimus技術，當電腦進行普通應用的時候，顯示核心將會被關閉，而只會採用處理器集成的顯示核心。當進行立體運算的時候，NVIDIA的顯示核心會透過Intel的作顯示輸出。但桌面平台版本不會支援這個技術，顯示核心會永久開啟。NVIDIA ION可以支援HDMI輸出。當使用HDMI接口的時候，顯示核心需要保持開啟。

## 產品規格

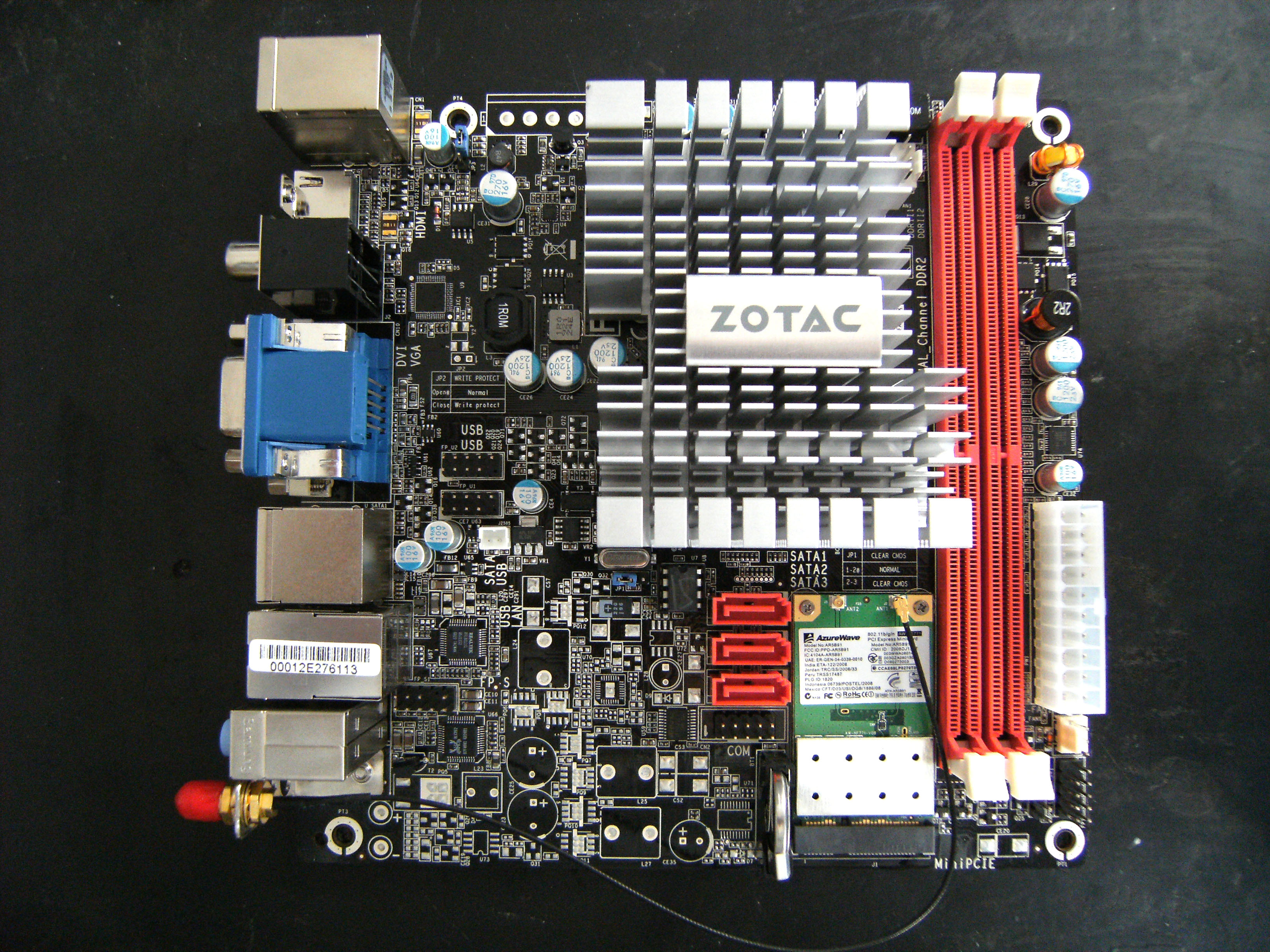
Zotac ION D mini-ITX 主機板

- 記憶體規格：DDR3-1066或DDR2-800
- 圖形顯示核心：16
- Core/Shader時脈：450/1100 MHz
- Texture Fill Rate: 3.6 十億次/秒
- Maximum Anti-Aliasing (AA) Sample Rate: 16x
- RAMDACs: 300 MHz
- Maximum High-Dynamic Range (HDR) Precision: 128-bit
- 類比顯示最大解析度：2048 x 1536
- 數位顯示最大解析度：2560 x 1600
- 繪圖API：DirectX 10、OpenGL 3
- Full HD (1080i/p)解碼：支援（以NVIDIA PureVideo或VDPAU）
- 顯示介面：HDMI、Dual-link DVI、Display Port或VGA（任兩種）
- PCI-Express 2.0: 20 lanes (1×16 and 4×1)
- SATA裝置數量：6
- SATA速度：3 Gb/s
- RAID: 0、1
- 網路：BASE-10/100/1000
- USB埠：12/2C
- PCI插槽：5
- 音效：HDA (Azalia)